# Dolge počitnice
Dolge počitnice je slovenski dokumentarni film iz leta 2012. Govori o treh otrocih, predstavnikih izbrisanih.

### Zgodba
Po osamosvojitvi Slovenije se 13-letni Aleksandar Jovanović ni mogel vrniti v Slovenijo s počitnic v Srbiji. Nives (rojena l. 1999), hči Nisvete Lovec, priseljenke iz Bosne, poročene s Slovencem, prvi dve leti življenja ni imela dokumentov. Najstnica Katarina Stojanović, danes poročena Keček, je ostala brez staršev in dokumentov.
V filmu se pojavijo tudi Lojze Peterle (takratni predsednik vlade RS), Slavko Debelak (takratni državni sekretar na Ministrstvu na notranje zadeve), Metka Mencin Čeplak (poslanka v državnem zboru med letoma 1990 in 1992), Katarina Kresal, Matevž Krivic in Aleksander Doplihar. Igor Bavčar (takratni notranji minister) je nastop zavrnil.

### Produkcija in financiranje
Film je produciral Vertigo v sodelovanju z RTV Slovenija. Projekt je ocenjen na 190.454 evrov. Sofinanciral ga je Slovenski filmski center.

## Odziv pri kritikih in gledalcih

### Kritiki
Tina Poglajen je napisala, da film ni prepotrebna kritika pomanjkanja kritične samorefleksije nacionalizma, delovanja slovenskega pravnega sistema in krivic, ki so se zgodile izbrisanim, saj je preveč populističen. Kozoletu je očitala, da je bil zaradi potrebe po ugajanju širšemu občinstvu zopet površen. Zmotilo jo je, da je film pri portretiranih poudarjal, da niso »tipični čefurji«, ampak so delovni, uspešni in dobri starši, kot da si manj pridni poprave krivic ne zaslužijo. Izpostavila je tudi dejstvo, da so bili ti ljudje v zelo težkem položaju, v katerem je težko biti zgleden državljan.

### Obisk v kinu
Film je videlo 1223 ljudi.

## Ekipa
- scenarij: Irena Pan
- režija: Damjan Kozole
- produkcija: Danijel Hočevar
- soproducent: Jaka Hemler
- fotografija: Rok Plešnar
- glasba: Aleksandar Jovanović
- montaža: Jurij Moškon

## Nagrade

### Festival slovenskega filma 2012
- vesna za dokumentarni film